# میان‌کهکشانی: پیامبر مرتد
میان‌کهکشانی: پیامبر مرتد (به انگلیسی: Intergalactic: The Heretic Prophet) یک بازی ویدئویی در سبک اکشن-ماجراجویی است که توسط استودیو ناتی داگ در حال توسعه است و توسط سونی اینتراکتیو انترتینمنت در آینده منتشر خواهد شد. داستان بازی در هزاران سال آینده جریان دارد و دربارهٔ یک شکارچی جایزه‌بگیر به نام جردن ای. مان است که در سیاره‌ای دور افتاده گیر افتاده است. توسعه این عنوان در سال ۲۰۲۰ پس از انتشار آخرین بازمانده از ما، قسمت ۲ آغاز شد و توسط کارگردان و نویسنده نیل دراکمن هدایت می‌شود. همچنین تاتی گابریل در نقش جردن ایفای نقش می‌کند و ساخت موسیقی متن توسط ترنت رزنر و آتیکوس راس انجام خواهد گرفت.

## داستان
میان‌کهکشانی: پیامبر مرتد یک بازی ویدئویی علمی-تخیلی است که هزاران سال آینده در یک جهان تاریخ جایگزین شده جریان دارد که در آن سفرهای فضایی پیشرفته تا سال ۱۹۸۶ به وجود آمده است. محوریت داستان دربارهٔ یک دین خیالی و یک شکارچی جایزه‌بگیر به نام جردن ای. مون (با نقش آفرینی تاتی گابریل) است. جردن برای پیدا کردن یک باند جنایتکار به نام فایو ایسس (به انگلیسی: Five Aces) در یک سیاره دورافتاده به نام سمپیریا گرفتار می‌شود. برای بیش از ۶۰۰ سال، این سیاره هیچ تماس خارجی نداشته و هیچ‌کس نتوانسته از آن خارج شود. نخستین تریلر جردن را در حال گوش دادن به موسیقی دهه هشتاد میلادی، تماشای انیمه و پرواز با کشتی موشکی با نام تجاری پورشه نشان می‌دهد. کمیل نانجیانی در نقش یکی از اعضای فایو ایسس ایفای نقش کرده و تروی بیکر و تونی دالتون قرار است نقش شخصیت‌های دیگری را بازی کنند.

## توسعه
میان‌کهکشانی: پیامبر مرتد توسط ناتی داگ برای پلی‌استیشن ۵ در حال توسعه است. توسعه در سال ۲۰۲۰ و پس از انتشار آخرین بازمانده از ما، قسمت ۲ آغاز شد. بیش از ۲۵۰ توسعه دهنده ناتی داگ بر روی این بازی کار کرده‌اند. نیل دراکمن به عنوان کارگردان و نویسنده، در کنار متیو گالانت کارگردان بازی توسعه این اثر را هدایت می‌کند. موسیقی متن توسط ترنت رزنر و آتیکوس راس ساخته خواهد شد.
در ژوئن ۲۰۲۲ طی مراسم سامر گیم فست، دراکمن اعلام کرد که بر روی یک بازی جدید کار می‌کند، و بعداً گفت که به همراه دیگر نویسندگان در حال ساخت یک بازی است که «بیشتر شبیه یک برنامه تلویزیونی» نسبت به پروژه‌های قبلی ناتی داگ باشد. سونی اینتراکتیو انترتینمنت نام تجاری را در فوریه ۲۰۲۴ به ثبت رساند، و در دسامبر ۲۰۲۴ طی مراسم گیم آواردز ۲۰۲۴، ناتی داگ به همراه نخستین تریلر بازی را معرفی کرد. نخستین تریلر با ترانه «این گناه است» از پت شاپ بویز همراه بود. این عنوان قرار است فرنچایز جدیدی را برای ناتی داگ آغاز کند.
میان‌کهکشانی: پیامبر مرتد اولین داستان اورجینالی محسوب می‌شود که توسط ناتی داگ بعد از تقریباً پانزده سال از انتشار آخرین بازمانده از ما در سال ۲۰۱۳، خلق شده است. به گفته دراکمن، داستان بازی به بررسی این می‌پردازد که «وقتی به نهادهای مختلف ایمان داشته باشید چه اتفاقی می‌افتد». این بازی از انیمه‌هایی مانند آکیرا و کابوی بیباپ الهام گرفته است.